# Свети Меркурије
Св. вел. муч. Меркурије, пореклом из породице преобраћених пагана, као припадник јерменске легије Мартензес истакао се у борби против варавара успевши да им разбије војску и лиши њиховог краља живота, чиме је стекао репутацију код цара Трајана Деција — награђен је високом војном титулом стратилата (στρατηλάτης). A yочи свега тога, имао је визију анђела који му се указао са мачем и обећавајући му победу рекао да не заборави свог Бога; у међувремену, исти га је посетио још једанпут, а том приликом се он, Меркурије, присетио да му је отац био хришћанин. Пошто је одбио да узме учешћа у одавању почасти паганској богињи Артемиди, разоткривши да је хришћанин, подвргнут је мукама, затим бачен у тамницу где му се по трећи пут указао анђео; по царевом наређењу одведен је у Цезареју Кападокијску, његово крајње одредиште. 
Централна прича Житија св. Василија, лажно приписаном аскети Амфилохију Иконијском, јесте Василијев сан у ком је овај видео св. Меркурија кога је послала Девица да убије Јулијана Апостату. Након што се пробудио, угледао је мач и копље међу иконама св. Меркурија натопљене свежом крвљу. Убзро потом стигле су вести да је одвратнички цар убијен нечијом непознатом руком. 